# Никита Хрушчов
Никѝта Сергѐевич Хрушчо̀в (на руски: Никита Сергеевич Хрущёв) е съветски политик, на практика диктатор на СССР, застанал начело на тоталитарния комунистически режим в страната след смъртта на Йосиф Сталин.
Хрушчов е роден на 3 (15) април 1894 г. в село Калиновка, Курска губерния, разположено в близост до днешната граница на Русия с Украйна. Произхожда от работническо-селско семейство. В ранна възраст той е овчар, а след това работи като механик в заводите и мините на Донбас от 1908 г. (едва 14-годишен), по-късно е участник в Гражданската война (1918 – 1920 г.). През 1929 г. Хрушчов постъпва и следва до 1931 г. в Московската промишлена академия и я напуска, за да работи в московския партиен апарат (1931 – 1935 г.).
През 1934 г. Никита Хрушчов става член на Централния комитет на комунистическата партия на Украйна, а от 1938 до 1947 г. е негов първи секретар.
В периода 1935 – 1938 г. Хрушчов е първи секретар на московския градски партиен комитет.
По време на Втората световна война Хрушчов е партиен комисар на фронта и достига до военното звание генерал-лейтенант през 1943 г. След войната Хрушчов е избран за секретар на Централния комитет на ВКП (б) от декември 1949 г. и едновременно в периода 1949 – 1953 г. е първи секретар на Московския комитет (МК) на партията. Като висш партиен функционер има отношение към организацията и провеждането на масовите репресии срещу партийни, държавни и военни функционери в навечерието на Втората световна война и след нея.
През март 1953 г. на съвместно заседание Пленумът на Централния комитет на КПСС, Министерският съвет на СССР и Президиумът на Върховния съвет на СССР вземат решение Хрушчов да се концентрира върху работата на Централния комитет на Комунистическата партия; във връзка с това той е освободен от задълженията си като Първи секретар на МК на партията.
След смъртта на Йосиф Сталин Никита Хрушчов е избран за Първи секретар на Комунистическата партия на Съветския съюз от 1953 до 1964 година и Председател на Съвета на министрите на СССР от 1958 до 1964 година. През 1959 г. получава Ленинска награда за мир.
Той организира разобличаването на Сталин, разкривайки ужасите на неговата диктатура пред света в доклад на закрито заседание на Двадесетия конгрес на КПСС през февруари 1956 г. По този начин Хрушчов започва ликвидирането на „култа към личността на Сталин“ и се опитва да въведе демократизъм в тоталитарната система. След Двадесетия конгрес на КПСС освобождава всички политически затворници, осъдени по времето на „култа към личността“. Въвежда определен ред и започва да осъществява контрол върху работата на органите за държавна сигурност. Под ръководството на Хрушчов съществува относителна творческа свобода за интелектуалците (размразяване при Хрушчов).
Като използва възможностите на плановата икономика, Хрушчов прави опит да активизира земеделието, с което СССР да изпревари САЩ в селскостопанското производство, хвърля огромни средства за разработване и усвояване на нови земеделски земи в Казахстан.
По време на Великата отечествена война 1941 – 1945 г. Никита Хрушчов служи в армията. Той е член на Военния съвет на Киев. Взима активно участие в отбраната на Сталинград и в подготовката на разгрома на германските войски в битката при Сталинград.
В следвоенния период Хрушчов работи много за организиране на борбата за възстановяване и развитие на икономиката.
Никита Хрушчов е свален от длъжност и е пенсиониран по решение на Октомврийския пленум на ЦК на КПСС през 1964 г. Умира в Москва на 11 септември 1971 година. Погребан е в Новодевическото гробище в Москва без държавна церемония.

## Детство и образование
Никита Хрушчов е роден през 1894 г. в семейството на миньора Сергей Хрушчов и Ксения Ивановна. Също така има сестра – Ирина. Когато били малки, през зимата ходели на училище със сестра си, за да се научат да четат и пишат, а през лятото той работел като пастир.
Баща му работи като железничар, миньор, наемник в тухларница, в района на Донбас, където заплащането е много по-високо, отколкото в Курск, поради което Сергей Хрушчов не се прибира, докато не събере достатъчно пари.
Калиновка е малко селце. Учителката на Никита, Лидия Чевченко, заявява, че никога не е виждала толкова бедно село. Никита работи още от малък като овчар и в продължение на четири години учи в енорийското училище на селото, след което под закрилата на Чевченко се премества в държавното училище на Калиновка. По-късно в своите мемоари Хрушчов споделя, че Чевченко е била атеист и с отказа си да посещава църквата не се нравела ни най-малко на селяните, а при посещенията на брат си давала забранени от правителството четива на младия Никита. Тя насърчавала Никита нееднократно да продължи образованието си, но финансовата нестабилност в семейството му попречва.
През 1908 г. Сергей Хрушчов се мести в Юзовка (наречен така до 1924 г. на името на откривателя си Джон Хюс, след което прекръстен на Сталино и Донецк през 1961 г.) в областта Донбас. Година по-късно, на четиринадесетгодишна възраст, Никита се мести при баща си, малко след което го последват майка му и сестра му. Юзовка се е намирала в центъра на един от най-индустриализираните региони в рамките на Руската империя. След многобройни опити в различни сфери, родителите на Никита му намират работа като помощник-монтьор. Към края на своето обучение Хрушчов е нает на работа в машиностроителен завод „Едуард Босе“. Той губи мястото си, след като организира подписка за събиране на помощи за жертвите от Ленския разстрел, и бива нает да преправя екипировки в мина в близост до Рутченково, където организира и разпространява статии за „Правда“ (руски вестник, тогавашно издание на комунистическата партия до 1991 г.). По-късно става ясно, че иска да емигрира към САЩ за по-добро заплащане.
Преди избухването на Първата световна война Хрушчов е чирак-шлосер в Машиностроителния и чугунолеярен завод на Едуард Теодор Босе (руски инженер и предприемач, един от основателите на промишлеността на Донбас и град Донецк), през 1912 година работи като шлосер в мина и като миньор не е взет на фронта през 1914 г. Взима участие в множество стачки, борещи се за по-високи заплати, по-добри условия за работа и за края на войната. През 1914 г. се жени за Ефросиния Писарева, дъщеря на отговорник в мината на Рутченково. Имат две деца – дъщеря Юлия, родена 1915 и син Леонид, роден 1917 г.
След абдикирането на Николай II през 1917 г., новото временно правителство в Петербург има слабо влияние върху Украйна. Хрушчов е избран от работническия съвет на Рутченково да го оглавява от май същата година. Той не се присъединява към болшевиките преди 1918 г., когато избухва Гражданската война в Русия (военен конфликт между политически, етнически и социални групи на територията на бившата Руска империя в резултат от Февруарската революция и Октомврийската революция от 1917 г.). Неговият биограф, Уилиам Таубман предполага, че Хрушчов се е чувствал по-близък до меншевиките, които са акцентирали върху икономическия напредък и че именно това обяснява неговото по-късно присъединяване към болшевиките, които преди всичко се стремят към политическа власт. 

## Гражданската война
През 1918 г. болшевиките подписват Брест-Литовския мирен договор с Централните сили и германците окупират Донбас, което кара Хрушчов да се върне в Калиновка. В края на 1918, началото на 1919, той е мобилизиран към Червената армия като политически пратеник. Пост създаден, за да втълпява болшевишките идеи сред новобранците и за да подсилва морала сред войсковите части.
През 1918 г. става ръководител на отряд „Червена гвардия“ в Рутченково и политически комисар на 2-ри батальон, 74 полк, 9 пехотна дивизия в 9 Червената армия на Царичинския фронт. После става инструктор на политическата Кубанска армия. След края на войната е на икономическа и партийна длъжност. През 1920 г. става политически лидер, заместник-управител на Рутченсковската мина. Гражданската война завършва през 1921 г. и Хрушчов е демобилизиран и изпратен в Донбас, където той и хората му живеят в лоши условия. През 1922 г. Хрушчов се връща в Юзовка и се записва в университет. През юли 1925 г. е назначен за лидер на Петрово-Маринската партия в Сталинска област.
Войната оставя след себе си една напълно разрушена държава, в която гладът и болестите взимат стотици хиляди жертви, сред които и съпругата на Никита, Ефросиния. Тя умира от тиф в Калиновка, докато Хрушчов е още в армията. Той се прибира за погребението и верен на своите болшевишки принципи отказва ковчегът на жена му да влезе в църквата на селото, дори пренася ковчега над ограждението на гробището до самата гробница, въпреки всеобщото възмущение на селяните.

## Издигане в партията
Благодарение намесата на негов приятел, през 1921 г. Хрушчов е предложен за заместник-директор в мината на Рутченково, където е работил преди това. Все още болшевиките са малко на брой в района. По това време движението е разцепено от новата икономическа политика на Ленин, който обосновава икономически либерализъм, ограничен и отхвърлен от някои болшевики. Макар че задълженията на Хрушчов са свързани само с политическите дела, той се заема с подема на производството от мината след хаоса, оставен от войната. Той помага за възстановяването на машините и носи старата си миньорска униформа по време на проверките, които прави.
Работата на Хрушчов е забелязана и през 1922 г. му е предложена позиция на директор в съседна мина. Той отказва, тъй като се опитва да продължи образованието си в техникума на Юзовка. Продължава работата си в мината, като я съчетава с курсовете. Малко след приема му през лятото на 1922, той е назначен за секретар на партията към техникума и става член на избирателния съвет към комитета на партията в Юзовка.
Отново през 1922 г. той среща и се жени за втората си съпруга, Маруся, чието моминско име не е познато. Разделят се бързо, въпреки че след това той не спира да помага на болната ѝ дъщеря от предишния брак. Малко след краткия си брак, Хрушчов среща Нина Петровна Кукачук, военна, обучена от Партията, дъщеря на заможни украински земеделци. С нея прекарва живота си, имат две деца, Сергей (1935) и Елена (1937), макар да сключват брак чак през 1965 г.
През 1925 г. Хрушчов е назначен за секретар на партията в Петрово-Мариинския уезд до Юзовка, а в края на годината е избран за делегат по време на четиринадесетия конгрес на Партията в Москва.

### Протеже на Каганович
През 1917 г. Хрушчов среща Лазар Каганович, който през 1925 оглавява Партията в Украйна. Той взима Хрушчов под крилото си, който в края на 1926 става втори в йерархията на Партията в Сталино.
Каганович мести Хрушчов в Харков, тогавашна столица на Украйна, и го поставя начело на организационния департамент на Централния партиен комитет на страната. През 1928 е изпратен в Киев, където е от значителна важност за Партията.
Той отново изпитва желание да продължи образованието си и следвайки Каганович, който става близък съветник на Сталин в Кремъл, се записва в индустриалната московска академия. Така и не завършва следването си в учебното заведение, но издигането му в Партията се ускорява. През 1932 г. Хрушчов успява да достигне втори ранг след Каганович в организацията на Партията в Москва и през 1934 г. става шеф на Партията в града и член на Централния комитет. Според самия Хрушчов, той дължи заслугата за бързото си развитие на приятелството си с колега от академията, Надежда Алилуева, съпругата на Сталин. В мемоарите си той споделя, че Алилуева е говорила все добро за него пред Сталин. От своя страна, неговият биограф Уилям Томпсън заявява, че по онова време Хрушчов е бил много ниско в йерархията, за да получи каквато и да било протекция от Сталин и че ако кариерата му е била подпомогната от някого, то това е Каганович.
Докато е начело на партийната организация в Москва, Хрушчов ръководи създаването на московското метро, доста скъп проект, чийто главен отговорник е Каганович. Хрушчов поема риск, като прекарва дълго време в тунелите на метрото, което отваря след уречената дата. Но въпреки това той получава орден „Ленин“ за значителния си принос. По-късно през 1935, той е избран за шеф на партията на област Москва, населявана от 11 милиона жители.

## Участие в репресиите
Като 1-ви секретар на Московския градски комитет на КПСС, Хрушчов става главният организатор на репресиите в Москва и Московска област.
Документи от секретариата на Сталин сочат, че Хрушчов му сътрудничи от 1932 г. Хрушчов се възхищава на диктатора, а той от своя страна, оценява младия си поддръжник. През 1934 г. започва Голямата чистка (политически репресии и гонения в Съветския съюз, дирижирани от Йосиф Сталин през 30-те години на 20 век с цел да консолидира управлението си в Съветския съюз, да централизира властта и да премахне всяка възможна съпротива на властта), по време на която милиони са екзекутирани или изпратени в Гулаг. В центъра на чистката са Московските процеси, една пародия на правосъдие, насочена към елиминирането на високопоставени политически и военни лица. Централно място в тази кампания са серия от показни процеси за прочистване на висшите ръководители на партията и армията. Oт 38 високопоставени партийни служители в град Москва и провинцията, 35 са били убити. Трима от оцелелите са били прехвърлени в други части на СССР. От 146 партийни секретари на градове и области извън град Москва само 10 са оцелели след чистките. В спомените си Хрушчов е отбелязал, че почти всички, които са работили с него са били арестувани. През 1936 г. Хрушчов изразява пълната си подкрепа към целия процес: „Всеки, който се присъедини към успехите на нашата държава, към победите на нашата родина, водена от великия Сталин, би намерил една-единствена подходяща дума за продажниците, за фашистките кучета от шайката Зиновиев-Троцки. И тази дума е екзекуция.“
Предводителите на партията получават квота за „неприятели“, които трябва да заловят. През юли 1937 г. квотата, фиксирана от Политбюро (орган на ЦК на КПСС, в който влизат най-влиятелните членове на ЦК, определящи политиката на партията и на цялата държава), е от 35 000 души за Московска област и 5000 от тях трябва да бъдат екзекутирани. В отговор, Хрушчов нарежда 2000
по-заможни селяни или кулаци (понятие, създадено и придобило популярност в Русия преди Октомврийската революция, като е използвано за обозначаване на определена селска прослойка), да бъдат екзекутирани. Две седмици след получаването на квотата, Хрушчов докладва на Сталин, че 41 305 „криминално-проявени или кулаци“ са заловени и че 8 500 измежду тях заслужават смърт.
През 1937 г. Хрушчов споделя на Каганович за своето сближение с троцкизма през 1923 г., който го съветва да го каже и на Сталин. Според Хрушчов, съветът му е бил даден, от страх да не би Каганович да пострада заради грешките на своето протеже. Сталин приема със спокойствие изповедта на Хрушчов, който разказва в мемоарите си, че ако Сталин не е бил убеден в искреността му, веднага би го сметнал като враг на народа и третирал впоследствие като такъв.
В края на 1937 г. Сталин поставя Хрушчов начело на комунистическата партия в Украйна, след което Хрушчов отива в Киев, който става столица на държавата през януари 1938. Украйна е поле на многобройни чистки, сред които фигурират и професори от Сталино, към които Хрушчов изпитва дълбоко уважение. След пристигането му, броят на арестите нараства. Всички членове на Политбюро в Украйна са заловени, с изключение на един. Скоро след това, всички заловени след назначението на Хрушчов са осъдени на смърт.
През 1939 на четиринадесетия конгрес на украинската партия Хрушчов заявява: „Другари, ние трябва безспирно да разобличаваме и унищожаваме враговете на народа. Но не трябва да приемаме, че един просто почтен болшевик трябва да бъде наказван. Ние трябва да се борим срещу клеветниците.“

## По време на войната
Когато германците нахлуват в Съветския съюз, през юни 1941 г., Хрушчов е бил все още на поста си в Киев. Сталин го назначава на поста политически комисар и Хрушчов служи на няколко фронта като посредник между местните военни командири и политическите управници в Москва. Сталин използва Хрушчов да държи командирите изкъсо, за да не се опитват да му повлияят. Тъй като германците са напреднали доста в територията на СССР, Хрушчов работи с военните непрекъснато в опит да защитят и да спасят Москва. По време на битките изпадат в затруднение поради искането на Сталин, че градът при никакви обстоятелства не трябва да бъде изоставян и окупиран. Червената армия скоро е обградена от германците. Тогава германците пленяват 655 000 руски военнопленници. Според руснаците тези цифри са били 677 085, от които 150 541 мъже са избягали от плен. През 1942 г. Хрушчов е бил на Югозападния фронт, той и Тимошенко предложили масивна контраофанзива в Харков. Сталин одобрява само част от плана, но 640 хиляди войници от Червената армия се включат в офанзивата. Германците обаче решили, че руснаците могат да атакуват в Харков, и поставят клопка. В началото, на 12 май 1942 г., съветската офанзива се оказва успешна, но в рамките на пет дни германците навлизат дълбоко в съветските територии и Червената армия е в опасност да бъде обградена. Сталин отказва да спре офанзивата и всички дивизии на Червената армия скоро са обкръжени от германците. СССР губи около 267 000 войници, включително над 200 хиляди военнопленници.
Хрушчов пристига на фронта в Сталинград през август 1942 г., малко след началото на битката през юли, която продължава до февруари 1943 г. Въпреки че се връща понякога в Москва, той остава в Сталинград през по-голямата част от битката. Той предлага контраатака, но разбира, че Жуков и останалите генерали вече са планирали тайно операция Уранус, целяща да обгради немските войскови части. Преди самото започване на операцията Хрушчов прекарва доста време в инспектиране на подготовките, разпитване на немски заложници и наемането на някои от тях за пропагандни цели.
След оттеглянето на германците от Сталинград, Хрушчов е изпратен на други фронтове. По това време той преживява лична трагедия – синът му Леонид, който участва в конфликта като пилот, бива убит на 11 март 1943 г. Обстоятелствата около смъртта му остават неясни, тъй като никой от другите пилоти не потвърждава, че е видял свалянето на самолета му, а тялото му остава неоткрито. Впоследствие, съдбата на Леонид се превръща в обект на множество спекулации. Според една от теориите, той оцелява и сътрудничи на германците, след което е заловен от руснаците и Сталин нарежда екзекуцията му. Това обяснение е използвано, за да се обясни защо Хрушчов се отказва по-късно от Сталин в свое тайно слово. Тази теория не се поддържа от руските източници, но някои историци твърдят, че досието на Леонид е променено след войната. През 1943 г. съпругата на Леонид, Люба Хрушчова, е заловена за шпионаж и осъдена на 5 години принудителен труд, а синът ѝ от предишен брак е изпратен в сиропиталище. Дъщерята на Леонид, Юлия, е отгледана от Никита и жена му.
През юли същата година Хрушчов придружава съветските войскови части по време на битката при Курск, която е една от големите операции на Източния фронт. В нея вземат участие 4 милиона войници, 13 000 бронирани машини, 50 000 оръдия и 12 000 самолета. Това е последната голяма немска офанзива срещу Червената армия. Част от битката при Курск е и най-голямата танкова битка, позната в историята. Хрушчов следва съветските сили до влизането им в Киев, който е напълно разрушен. С бързия напредък на руснаците той се заема с реконструкцията на Украйна. Хрушчов е назначен за пръв министър на Украйна и продължава да бъде начело на украинската комунистическа партия – един от редките случаи, при които функциите на шеф на партия и държавен ръководител на страната се изпълняват от едно и също лице.
Според биографа на Хрушчов е трудно да бъде определена военната му кариера, тъй като той често действа като военен съветник и сложно може да се разбере до каква степен е повлиявал на взимането на решения, или дали по-често се е съгласявал да подписва заповеди, дадени от други офицери. При все това, Томпсън подчертава, че във военните мемоари от периода Брежнев, Хрушчов е упоменаван няколко пъти и че тези, макар и малко споменавания, са позитивни. Томпсън предполага, че те са знак на уважението, с което са се отнасяли офицерите към Хрушчов.

## Идването на власт и връщане в Украйна
Хрушчов се връща в родината си в края на 1943 г. Почти цяла Украйна е била разрушена от германците. Промишлеността също била разрушена, а селското стопанство е изправено пред критичен недостиг. Въпреки че милиони украинци са били откарани в Германия като работници или военнопленници, имало недостиг на жилища за тези, които са останали. Статистиката показва, че един от всеки шестима украинци е бил убит по време на Втората световна война.
Както Украйна се възстановява, наборната служба е била наложена, и на 750 000 мъже на възраст между 19 и 50 години им е дадена минимална военна подготовка. След това са изпратени да се присъединят към Червената армия. Други украинци се присъединени към партизански сили, търсейки независимост за Украйна. Хрушчов прави кратко посещение до родното му място Калиновка, което намира разрушено и с гладуващо население. Само една трета от мъжете, които са се присъединили към Червената армия са се върнали живи. Хрушчов прави това, което му е по силите, за да подпомогне на родния си град.
В опит да увеличи земеделската продукция, колхозите получават разрешение да гонят тези, които не изпълняват своята част от работата. Шефовете на колхозите се възползват от възможността, за да премахват свои лични неприятели, инвалиди и възрастни хора, в резултат на което близо 12 000 души са изпратени в ориенталските региони на СССР. Хрушчов смята тази политика за доста ефикасна и препоръчва на Сталин прилагането ѝ в целия блок. Репресиите срещу партизаните, по-голяма част от които са част от украинската въстаническа армия, са жестоки и социалистическите военни и полицейски единици екзекутират 110 825 „бандити“ и задържат около 250 000 затворници между 1944 и 1946. Близо 600 000 украинци от западната част са заловени между 1944 и 1952, една трета от тях също са екзекутирани, а останалите хвърлени в затвор или депортирани на изток.
Годините по време на войната дават лоша реколта, а през 1946 г. страшна суша сполетява Украйна и западна Русия. Въпреки това, фермите трябва да предоставят 52 % от реколтата си на правителството. Хрушчов поставя доста високи квоти, което кара Сталин да очаква едно значително и неопределено количество зърнени култури. Храната е разпределена по дажби, но селските неземеделски работници не получават никаква карта за полагаема дневна дажба. В края на 1946 г. Хрушчов осъзнава отчайващата обстановка от неизбежния глад и се обръща неколкократно за помощ към Сталин, който гневно отхвърля молбите. Хрушчов отива лично да разговаря със Сталин по наболелия проблем. Главнокомандващият все пак се съгласява да подпомогне доста ограничено Украйна. През февруари 1947 Сталин изпраща Лазар Каганович в „помощ“ на украинския премиер и месец след това, Каганович оглавява партията в Украйна на мястото на Хрушчов.
Хрушчов се разболява тежко и до септември 1947 рядко се появява пред публика. В мемоарите си той заявява, че е страдал от пневмония, макар и някои биографи да предполагат, че болестта е била измислена от страх да не би да загуби позицията си. В края на годината, Каганович е извикан в Москва и постът му е свободен за Хрушчов, който малко след това го предоставя на протежето си Демян Коротченко. 
Последните години на Хрушчов в Украйна са предимно спокойни, индустрията потръгва, партизаните са елиминирани от силите на СССР, реколтите през 1947 и 1948 г. са по-богати от очакваното. Хрушчов лансира нова политика, за да спре частните ферми, като налага неочаквани такси. С цел да премахне разликата между града и селото и да трансформира селячеството в пролетариат, той развива идеята за агро-град. Идеята е била вместо да живеят по селата в близост до земята, селскостопанските работници да живеят в по-големи градове, разполагайки с инсталации и обществени услуги, несъществуващи в селото. Преди връщането си в Москва, той завършва реализирането на един такъв град в края на 1949 и го посвещава на Сталин за седемдесетия му юбилей.
В своите мемоари Хрушчов говори хвалебствено за Украйна, която управлява повече от едно десетилетие:
„Бих казал, че украинският народ ме прие добре. Сещам се с ентусиазъм за годините, които прекарах там. Става дума за период, изпълнен с отговорности, но приятен, тъй като ми носеше удовлетворение… Но съм далеч от идеята да преувелича заслугите си… Множеството от украинския народ направи големи усилия. Отдавам успеха на Украйна на нейния народ в своята цялост. В бъдеще няма да се разпростирам върху тази тема, но по принцип е много лесно това да се покаже. Аз съм си себе си, руснак и не искам да обиждам руснаците…“

## След смъртта на Сталин и борбата за власт
Смъртта на Сталин е обявена 6 март 1953 г., както и съставянето на новото правителство. Георгий Маленков става премиер, Лаврентий Берия (който затвърждава своето влияние в разузнавателните служби), Лазар Каганович, Николай Булганин и предходният министър на външните работи Вячеслав Молотов стават вицепремиери. Хрушчов е свален от длъжността шеф на Партията в Москва, за да може да се концентрира върху неконкретни задачи, свързани с Централния комитет на КПСС. Вестник New York Times поставя Маленков и Берия на съответно първо и второ място в класация за влиятелност измежду членовете на Президиума, докато Хрушчов е чак на последно място.
Маленков напуска секретариата на Централния комитет, тъй като колегите му се опасяват да не би да придобие прекалено голяма власт. Хрушчов има полза от това и е избран за главен секретар на ЦК на КПСС след свикването на партийния конгрес. На XX конгрес на партията, Хрушчов държи реч за култа към личността на Сталин и Голямата чистка.
Дори преди погребението на Сталин, Берия започва серия от реформи, чиято цел е да опозорят Йосиф Сталин. Едно от предложенията, влязло в сила, е амнистията на повече от един милион затворници. Друго предложение, което бива отхвърлено, е освобождаване от контрол на Източна Германия, в името на единна и неутрална Германия, в замяна на компенсация от страна на Западна Германия. Хрушчов вижда тази идея като антикомунистическа. Хрушчов се съюзява с Маленков, получавайки подкрепа и от други членове на Президиума, за да стопират по-голяма част от предложенията на Берия. Никита споделя следното опасение в мемоарите си:
„Берия точи ножове срещу нас…“. Страхът от преврат, планиран от Берия, не е тайна и на 26 юни 1953 г. Берия е задържан по време на събрание на Президиума, след което е тайно съден и екзекутиран през декември същата година.
Борбата за власт не приключва с елиминирането на Берия. Хрушчов успява да събере по-важните членове на Партията и да назначи симпатизантите си начело на основни институции, като влизат след това в Централния комитет. Хрушчов се изявява като прагматичен активист, готов да преодолее всяко препятствие за разлика от Маленков, който изглежда по-безжизнен. Той публично открива Московския Кремъл (исторически комплекс в центъра на Москва) – решение, оценено от народа. Като се има предвид, че Маленков и Хрушчов целят заедно да трансформират земеделието, предложенията на Никита са доста по-всеобхватни, като той цели да мобилизира стотици хиляди доброволци на работа в стопанства в западен Сибир и в северен Казахстан. Въпреки някои успехи, проектът е катастрофален за руската агрикултура. Още повече, Хрушчов разполага с компрометираща за Маленков информация, намерена в тайните архиви на Берия. Докато съветските прокурори разследват зверствата, причинени от Сталин, между които и аферата в Ленинград, те откриват доказателства за участието на Маленков.
Маленков вече не е най-отгоре в списъка с членове на Президиума. Влиянието на Хрушчов продължава да нараства със задължението за вярност към нацията на основните представители на Партията и поставянето на неговите избраници начело на КГБ. Според биографа му Томпсън, „доминиращата позиция на Хрушчов, измежду членовете на цялото ръководство, вече не буди никакво съмнение“.

## Начело на СССР

### Укрепване на властта и „тайната реч“
Хрушчов и Молотов като цяло работят в разбирателство и дори министърът на външните работи предлага именно Хрушчов, а не Булганин да замести Маленков като пръв министър. В същото време двамата нямат всеобщи политически виждания. Малко след взимането на властта, Хрушчов подписва мирен договор с Австрия, който води до оттеглянето на съветските окупационни сили. Молотов се отнася с недоверие, но Хрушчов организира посрещането на австрийска делегация в Москва, за да обсъдят договора. Въпреки че Хрушчов и другите членове на Президиума обвиняват Молотов в провеждане на неблагоприятна външна политика за СССР, по време на събрание на Централния комитет, той запазва поста си.
В края на 1955 г., милиони политически затворници свидетелстват за терора в Гулаг. В разследване на всички злоупотреби, престъпленията, извършени от Сталин биват разкрити пред неговите последователи. Хрушчов настоява те да бъдат разкрити на делегатите на следващия двадесети конгрес на Партията. Някои от колегите му, между които Молотов и Маленков, се противопоставят на осъществяването на такова разкритие и убеждават Хрушчов да го направи по време на затворено заседание.
Сутринта на 25 февруари 1956 г., Хрушчов разкрива, това което е било скрито под името „таен дискурс“/„тайна реч" на събрание, забранено за пресата. В продължение на четири часа той разбива репутацията на Сталин. В мемоарите си Хрушчов отбелязва: „Конгресът ме слушаше в пълно мълчание. Както се казва в поговорката, можеше дори летяща муха да се чуе. Беше толкова внезапно и неочаквано.“ Той казва на делегатите:
„Точно тук Сталин показа множество пъти своята нетолерантност, своята бруталност и злоупотребата си с властта… Той често е избирал пътя на потисничеството и на физическото унищожение, не само срещу своите истински врагове, но също срещу хора, които не са извършили никакво престъпление спрямо Партията или съветското правителство.“
Ако не успява да промени из основи социалистическото общество, то поне тайната реч оказва широко влияние. Тя е един от факторите за бунтовете в Полша и за унгарското въстание по-късно през 1956 година, а през юни защитниците на Сталин организират бунтове в продължение на четири дни в родната им Грузия, за да поискат оттеглянето на Хрушчов и заместването му от Молотов. На съвещания, където тайната реч е била прочетена, комунистите осъждат по още по-язвителен начин Сталин (и Хрушчов) и дори искат многопартийни избори. Четиридесет години по-късно, след падането на Съветския съюз, Горбачов поздравява Хрушчов, за поетия политически риск и за това, че преди всичко се е показал като „човек с чувство за морал“.
Хрушчов утвърждава властта си, организирайки оставката на Булганин от поста пръв министър в своя полза (Булганин е назначен начело на Госбанк, държавната банка на СССР), той създава и ръководи Съвета на отбраната на СССР, ставайки по този начин главен комендант на военните сили. Макар и доминирането на Хрушчов да е всеобхватно, той не разполага с абсолютната власт на Сталин.

## Култура
След вземането на властта, Хрушчов установява определена свобода в областта на изкуствата, станала известна като размразяване при Хрушчов. Публикуването на романа Човек не само с хляб живее на Владимир Дмитриевич, разказ на един инженер идеалист, противопоставен на вдървената бюрокрация, е позволено през 1956 г., дори Хрушчов да го определя като „изцяло неверен“. През 1958 г. обаче той поръчва язвителна атака срещу Борис Пастернак. Неговият роман Доктор Живаго (разказ за един мъж, разкъсван между две жени, по времето на Руската революция) е публикуван в чужбина поради невъзможност това да стане в СССР. Авторът печели Нобелова награда за литература, но е принуден да я откаже поради политически натиск. Романът е публикуван в Русия чак през 1985 като знак на отваряне от страна на Горбачов. „Правда“ квалифицира романа като „реакционен калибър от ниско качество“ и авторът бива изключен от Съюза на писателите в СССР. В мемоарите си Хрушчов обяснява, че се е измъчвал заради романа и че е бил много близко до допускането му и че след това е съжалявал, че не го е направил. След падането си от власт, Хрушчов получава копие от романа и го чете, като се има предвид, че преди това е виждал само откъси, след което заявява: „Не трябваше да го забраняваме. Трябваше аз сам да го прочета. Няма нищо антисоциалистическо в него“.
Хрушчов смята, че СССР може да настигне Запада и не съзира никакъв проблем в това да позволява на гражданите да виждат западните постижения. За разлика от Сталин, Хрушчов пуска съветски граждани да пътуват и разрешава чужденци да посещават държавите от Съветския съюз. През лятото на 1957 г. в Москва е организиран Шестият световен фестивал на младежта и студентите, като Хрушчов изисква от членовете на Комсомола да „прикриват чуждестранните гости от нашия натиск“.
Хрушчов е поканен на Московския манеж, за да разгледа експозиция от най-различни авангардни произведения. След като ги вижда, той избухва в изблик на ярост и ги сравнява с кучешки изпражнения и заявява, че едно магаре би направило по-хубава творба, махайки с опашката си. Когато писатели и кинодейци защитават картините, Хрушчов насочва гнева си срещу тях.
Въпреки гнева на премиера, никой от творците не е заловен или заточен, дори експозицията в Московския манеж остава отворена още известно време и се радва на значителен брой посетители след публикуването на статия от „Правда“.

## Политически реформи
Направените реформи не позволяват никакво политическо престъпление да бъде представено дори пред съда, без да бъде сметнато за такова от местния комитет на Партията. Все пак, по времето на Хрушчов няма големи политически процеси. По негово време е въведено принудителното хоспитализиране за хора, „опасни за обществото“. Според автора Рой Медведев, който пише един от първите анализи на управлението на Хрушчов, „политическият терор, използван като ежедневен метод от правителството е заместен под ръководството на Хрушчов от административни способи за потисничеството.“
През 1958 г. Хрушчов организира събрание на Централния комитет, което се извършва пред публика, след което тази практика остава и занапред. Тази публична видимост подсилва контрола на Хрушчов върху Комитета, тъй като дисидентите е трябвало да се аргументират пред широка публика.
Един нов вид разделение бива въведен през 1962 г., при което областите са разпределени на партийни комитети от две паралелни структури, една за индустрията и друга за земеделието. Това разпределение е непознато за апаратчиците на Партията, като носи объркване в управлението, тъй като никой от комитетите няма никакво присъствие на останалите. Тъй като за всяка област има ограничен брой седалища в Централния комитет, това разделение създава възможност за съперничество между постовете и според Медведев е било твърде възможно да бъде създадена двупартийна система на управление. Хрушчов нарежда също една трета от членовете на всеки комитет от най-ниско ниво да бъде замествана на всички избори. Този декрет създава напрежения между Хрушчов и Централния комитет и дразни ръководителите на Партията, на които Хрушчов дължи вземането на властта.
Икономическите трудности от началото на 60-те години и нееднозначните последствия от политиката на разведряване на международното напрежение умело се използват от консерваторите в партията за да изместят Хрушчов през 1964 г.

## Отстраняване
От март 1964 г. Леонид Брежнев започва да обсъжда заедно със своите колеги уволнението на Хрушчов. Брежнев разполага с достатъчно време, за да планира заговора си, тъй като Хрушчов не е в Москва в продължение на пет месеца между януари и септември 1964.
Конспираторите, водени от Брежнев, Александър Шелепин и от президента на КГБ Владимир Семичастни нанасят удар през октомври, докато Хрушчов е на почивка в Питцунда, Абхазия. На 12 октомври 1964 г. Брежнев съобщава на Хрушчов, че специално събрание на Президиума ще бъде организирано на следващия ден във връзка със земеделски въпроси. Макар и да подозира някаква клопка, Хрушчов се връща в Москва, където е атакуван от Брежнев и от другите членове на Президиума заради неефикасните си политики и, както казват колегите му, заради непостоянното му поведение. Хрушчов не оказва голяма съпротива и същата вечер звъни на своя приятел и колега от Президиума Алексей Косигин, за да му каже:
„Аз съм стар и изморен. Да ги оставим да се изправят лице в лице един срещу друг. Аз направих основното. Някой можел ли е и да си мечтае да каже на Сталин, че не ни устройва повече и да му предложи да се пенсионира?... Днес всичко вече е различно. Страхът изчезна и можем да си говорим като равни. Това е моят принос. Няма да се боря повече.“